# Poá
 (octobre 2012).
Le contenu est difficilement compréhensible vu les erreurs de traduction, qui sont peut-être dues à l'utilisation d'un logiciel de traduction automatique.
Poá est une ville brésilienne de São Paulo. En 2010 la population, selon recensement, est de 106 033 habitants pour une zone de 17 km2, résultant en une densité de population de 6 627,06 habitants/km2. Poá est considérée comme une station thermale et touristique.

## Aspect Général
Poá est l'une des onze municipalités de São Paulo considérées comme villes thermales, car répondant à certaines conditions préalables fixées par l'État de São Paulo. Ce statut garantit à ces municipalités un financement plus important de l’État pour le développement du tourisme régional. En outre la municipalité acquiert le droit d'ajouter son nom à côté du titre de la station thermale, un terme faisant référence tantôt à son nom officiel, tantôt à son statut. Le secteur clé de Poá est le service, depuis que l'installation d'industries polluantes a été rendu très difficile en 1970, année où Poá obtint son statut. C'est l'une des plus petites municipalités de l'État de São Paulo (plus grande que Aguas de São Pedro et São Caetano do Sul). La construction de grands immeubles dans le centre-ville est découragée, afin de préserver son atmosphère de petite ville avec ses rues étroites, ainsi que plusieurs bâtiments anciens.
Bien que n'étant pas la région la plus riche (s'agissant du PIB), Poá surpasse ses voisines dans plusieurs indicateurs sociaux, se signalant ainsi par une croissance économique plus équitable et durable que dans d'autres villes, et par une meilleure qualité vie de sa population, tant par les équipements publics (écoles, parcs et centres de santé) que par son potentiel de consommation moyenne uniforme. Ces dernières années, la ville a ainsi accumulé les bons résultats des indicateurs sociaux tels que l'Indice de Développement Humain (IDH), l'Indice de Développement de l'Enfant (CDI) et l'Indice de Développement de l’Éducation de base (IDEB), pour lesquels Poá surpasse toutes les municipalités de la région. En 2007, elle était considérée comme l'une des villes les plus sûres du Grand São Paulo, plus précisément la 5e, juste derrière São Caetano do Sul, Barueri, Caieiras et Mogi das Cruzes.
Du fait des nombreux indicateurs de bonne santé (comme le respect de la loi de responsabilité fiscale, l'investissement dans des projets sociaux et d'infrastructures, la création de projets pour les soins sociaux pour les personnes âgées, les enfants, les adolescents, la formation professionnelle, l'augmentation du nombre d'entreprises et d'établissements commerciaux générateurs d'emplois et de revenus, l'intensification des campagnes de vaccination et les programmes de santé, l'expansion des indices scolaires et culturels, concernant toute la population), Poá était considéré en 2008 par le Journal Gazeta Mercantil comme la 213e ville la plus dynamique du Brésil, la 79e parmi les 645 municipalités de São Paulo, et la 1re du Tietê supérieur.